# Jean-Baptiste Rochefort
Jean-Baptiste Rochefort (París, 1746 - 24 de juny de 1819), fou un compositor francès. Va pertànyer durant alguns anys a l'orquestra de l'Òpera de París i el 1780 fou nomenat director d'orquestra d'una companyia d'òpera francesa que actuava a Hessen, on hi va romandre fins al 1785, en què retornà a París i tornà a entrar en l'Òpera com a contrabaix i director d'orquestra adjunt. Va compondre un bon nombre d'òperes i balls, d'escassa importància musical, així com diverses obres orquestrals.